# Кейнис, Франц Осипович

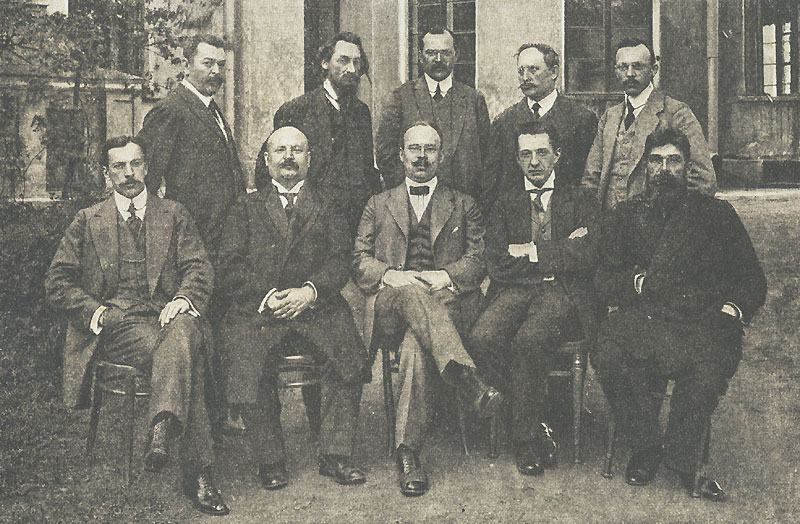
Фракция трудовиков в IV-ой Государственной думе. 1916 год. Стоят: князь В. Л. Геловани, А. С. Суханов, М. С. Рысев, Ф. О. Кейнис, А. И. Рыслев. Сидят: Н. О. Янушкевич, Д. Д. Старлычанов, В. М. Вершинин, А. Ф. Керенский, В. И. Дзюбинский.

Франц Осипович Кейнис (лит. Pranas Keinys; 12 июня 1870 — 23 марта 1940) — крестьянин, депутат Государственной думы III и IV созывов от Ковенской губернии.

## Биография
Литовец по национальности, католик по вероисповеданию. Из крестьян села Додатки Гадоновской волости Тельшевского уезда Ковенской губернии. Окончил уездное городское училище. Служил приказчиком по приёмке и отпуску лесных материалов на железной дороге. Был помощником управляющего имениями. Последние 3 года перед выборами в Думу занимался земледелием на наделе площадью 32 десятины. Ко времени выборов III-ю Думу (1907) оставался холостым. В момент выборов в Думу в политических партиях не состоял.
19 октября 1907 избран в Государственную думу III созыва от общего состава выборщиков Ковенского губернского избирательного собрания. Вошёл в состав Трудовой группы. Состоял в думской комиссии о торговле и промышленности и комиссии для рассмотрения законопроекта об упразднении пастбищных и лесных сервитутов в западных и белорусских губерниях. Поставил свою подпись под законопроектами «О наделении безземельных и малоземельных крестьян землей», «О распространении Земского положения на Область войска Донского», «Об отмене смертной казни».
25 октября 1912 года избран в Государственную думу IV созыва от съезда уполномоченных от волостей Ковенской губернии. Снова стал членом Трудовой группы. Состоял в думской комиссии по вероисповедным вопросам, земельной комиссии, сельскохозяйственной комиссии и комиссии для рассмотрения законопроектов о замене сервитутов в Варшавском генерал-губернаторстве и Холмской губернии. Был отстранён от работы Думы на 15 заседаний на основании статьи 38 Учреждения Государственной Думы.
После Февральской революции выполнял поручения Временного комитета Государственной думы (ВКГД). 14 марта 1917 года на заседании ВКГД было решено направить Кейниса в Совещание при Главном комитете по делам о расчётах за реквизированное или уничтоженное по распоряжению властей имущество. С 29 марта 1917 член комиссии ВКГД для рассмотрения ходатайств о выдаче пособий пострадавшим от революции. С 29 марта 1917 года участвовал в работе Государственного совещания в Москве. После октябрьского переворота вернулся в Литву.
Вернувшись на родину, Пранас Кейнис больше не занимался политикой, жил на своей ферме в Тельшяйском уезде. У него была большая семья. Вместе с женой Юлией он воспитал 8 детей, среди них сына Теодораса Кейниса (1927—1997), ставшего крупным инженером-электриком в Литовской ССР.
Пранас Кейнис похоронен на Неваренайском кладбище (Тельшяйский уезд).

### Архивы
- Российский государственный исторический архив. Фонд 1278. Опись 9. Дело 338, 339.